# Jared Ingersoll

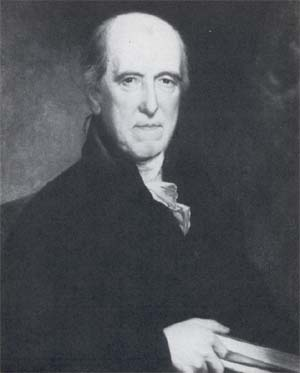
Jared Ingersoll

Jared Ingersoll (New Haven (Connecticut), 24 oktober 1749 – Philadelphia (Pennsylvania), 31 oktober 1822) was een Amerikaans politicus. Hij was een van de ondertekenaars van de Amerikaanse Grondwet en bij de presidentsverkiezingen van 1812 namens de Federalistische Partij running mate van DeWitt Clinton voor het vicepresidentschap. 

## Levensloop
In het jaar dat de Stamp Act werd aangenomen kreeg de vader van Ingersoll een baan aangeboden als toezichthouder namens de Britse autoriteiten in de kolonie Connecticut. De weerstand tegen deze wet groeide en Ingersoll Sr. groeide uit tot een van de meest gehate mannen uit de kolonie. Dit ging zover dat hij zelfs met pek en veren werd besmeurd.
De jonge Ingersoll studeerde intussen af aan de Yale-universiteit en ging vervolgens rechten studeren in Philadelphia. Hij voelde zich verwant met de patriotten, maar mengde zich niet in het debat uit loyaliteit naar zijn vader. Op advies van zijn vader vervolgde Ingersoll zijn studie in Londen. Kort nadat de Verenigde Staten de onafhankelijkheid hadden uitgeroepen besloot Ingersoll zich bij hen aan te sluiten en keerde terug naar huis. Hij trok naar Philadelphia en begon daar een eigen rechtenpraktijk. Namens die staat werd hij in 1780 afgevaardigd naar het Continental Congress. Daarin was hij voorstander van een sterke centrale overheid en riep in de jaren na de Onafhankelijkheidsoorlog regelmatig op tot de hervorming van de nationale overheid. Tijdens de Constitutional Convention was hij aanvankelijk voorstander van een revisie van de Articles of Confederation, maar schaarde zich uiteindelijk achter de nieuwe grondwet. Tijdens de Conventie nam hij nauwelijks deel aan het debat, hoewel hij alle sessies bijwoonde.
Na de Conventie vervolgde Ingersoll zijn carrière als advocaat. Hij leverde een bijdrage aan het proces aan de interpretatie van de grondwet door verschillende zaken voor het Hooggerechtshof te bepleitten. In de belangrijke zaak Chisholm v. Georgia (1793) verdedigde Ingersoll de staat Georgia. Deze zaak verloor hij. Het Hooggerechtshof stelde paal en perk aan de soevereiniteit van individuele staten door te bepalen dat deze konden worden aangeklaagd in een federale rechtbank door een burger uit een andere staat. In de zaak Hylton v. US (1796) werd voor de eerste keer een wet die door het Congres was aangenomen getoetst aan de Grondwet. Ook had Ingersoll zitting in verschillende commissies die duidelijkheid moesten verstrekken aangaande de jurisdictie van federale rechtbanken en de relatie van de VS ten opzichte van andere landen. 
Toch bleef Ingersoll zich bemoeien met de politiek. Van 1790 tot 1799 en van 1811 tot 1817 diende hij als openbaar aanklager van Pennsylvania.  Namens de Federalistische Partij stelde hij zich in 1812 verkiesbaar voor het vicepresidentschap. Hij was de running mate van De Witt Clinton. Zij verloren de verkiezingen echter van James Madison en Elbridge Gerry met 128 tegen 89 kiesmannen. Van 1821 tot aan zijn dood in 1822 was Ingersoll ook nog hoofdrechter van de districtsrechtbank van Philadelphia.
Baldwin · Bassett · Bedford · Blair · Blount · Brearley · Broom · Butler · Carroll · Clymer · Daniel · Dayton · Dickinson · Few · Fitzsimons · Franklin · Gilman · Gorham · Hamilton · Ingersoll · Johnson · King · Langdon · Livingston · Madison · McHenry · Mifflin · G. Morris · R. Morris · Paterson · C. C. Pinckney · Pinckney · Read · Rutledge · Sherman · Spaight · Washington · Williamson · Wilson